# Evangelische Kirche Berge (Neu-Eichenberg)

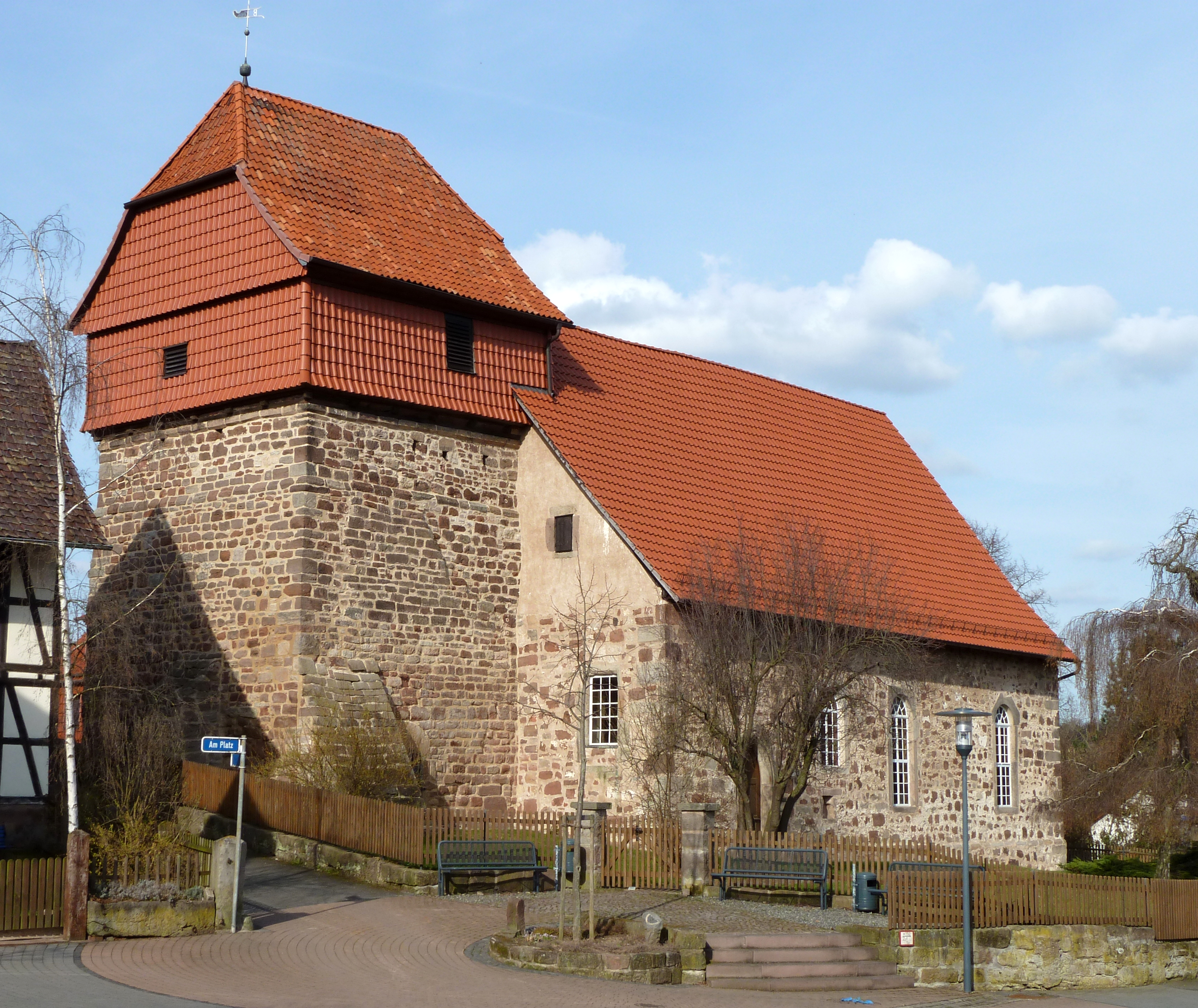
Evangelische Kirche Berge

Die evangelisch-unierte Kirche steht in Berge, einem Ortsteil der Gemeinde Neu-Eichenberg im Werra-Meißner-Kreis von Hessen. Die Kirchengemeinde gehört zum Kirchenkreis Werra-Meißner im Sprengel Kassel der Evangelischen Kirche von Kurhessen-Waldeck.

## Beschreibung
Der wuchtige romanische Kirchturm  über quadratischem Grundriss aus Quadermauerwerk im Westen prägt die ehemalige Wehrkirche. 1587 erhielt er einen oberen Abschluss in Holzfachwerk mit einem Krüppelwalmdach aus Dachziegeln. Das romanische, in gotischer Zeit veränderte Kirchenschiff wurde nach Süden erweitert und nach Osten verlängert; eine ehemals über dem Südportal befindliche, um 2003 nach innen versetzte Bauinschrift belegt hierfür das Jahr 1595. Die zwei bauzeitlichen Portale befinden sich an der Nord- und Südseite, ein Eingang zur Empore südlich an der Westseite; der Turm verfügt über einen separaten Eingang. Die Bogenfenster wurden beim Umbau 1828 eingebrochen. 
Der Innenraum ist mit einer Flachdecke mit Unterzügen über einer zentralen Rundstütze überspannt. Außen in der Ostwand wurden ein Schlussstein und eine Konsolen mit Kopf eines gotischen Gewölbes als Spolien eingelassen. Bis zur Renovierung von 1968/1969 gehörte zur Kirchenausstattung ein schlichter klassizistischer Kanzelaltar von 1829. Das gotische Taufbecken hat die Form eines Kelches. Die Orgel wurde 1698 von Johann Conrad Weißhaupt geschaffen und 1976 grundlegend von Werner Bosch überarbeitet. In der Kirche befindet sich das wohl kurz vor 1600 geschaffene Wandgrabmal der Familie von Bischoffshausen mit der zentralen Darstellung des Vaters mit zwei Söhnen und der Mutter mit einer Tochter, alle kniend, unter dem Kreuz, einer 16-fachen Ahnenprobe in der Attika, darüber eine Darstellung der Trinität sowie eine gusseiserne Grabplatte für den 1715 gestorbenen Friedrich Wilhelm von Gaugreben.